# Gerd Weimer
Gerd Weimer (* 2. September 1948 in Tübingen) ist ein deutscher Politiker (SPD).

## Leben und Beruf
Nach dem Abitur in Tübingen studierte Gerd Weimer Politikwissenschaften, Geographie und Sport an der Eberhard-Karls-Universität Tübingen. Anschließend war er bis 1992 als Lehrer in Reutlingen tätig. Von 1998 bis 2006 war er Erster Bürgermeister in Tübingen. Von 2005 bis 2011 war er Vorsitzender des Paritätischen Wohlfahrtsverbands Baden-Württemberg. Von 2011 bis 2016 war er der Landesbehindertenbeauftragte von Baden-Württemberg. Weimer ist verheiratet und hat zwei Kinder.

## Politik
Weimer war von 1975 bis 1991 in den Gemeinderat von Tübingen gewählt. Von 1984 bis 2001 war er über ein Zweitmandat im Wahlkreis Tübingen Abgeordneter des Landtags von Baden-Württemberg, in dem er von 1992 bis 1998 parlamentarischer Geschäftsführer der SPD-Landtagsfraktion war. Von 1994 bis 2019 war Weimer Mitglied des Kreistages des Landkreises Tübingen, von 2009 bis 2014 als Vorsitzender der dortigen SPD-Fraktion.
Gerd Weimer war von 2011 bis 2016 Beauftragter der Landesregierung für die Belange von Menschen mit Behinderungen in Baden-Württemberg (Landes-Behindertenbeauftragter).
Weimer engagiert sich vielfältig ehrenamtlich. Er ist u. a. Stiftungsratsvorsitzender des Baden-Württembergischen Landesverbandes für Prävention und Rehabilitation (BWLV), Aufsichtsratsvorsitzender der Stiftung KBZO sowie Verwaltungsratsvorsitzender der Drogenhilfe Tübingen (DHT).